# Armalcolite
L'armalcolite  est un corps chimique minéral constitué d'un titanate de fer et de magnésium, de formule brute (Mg2+,Fe2+)1 (Ti2O54−) ou (Mg, Fe)Ti2O5 ou encore (MgII,FeII)1TiIV2O5. 
Ce minéral "oxyde multiple", à symétrie cristalline élevée, est l'un des trois minéraux découverts à partir des échantillons de basaltes d'aspect vacuolaire prélevés sur la Lune, avec la tranquillityite et la pyroxferroïte,,. 

## Description

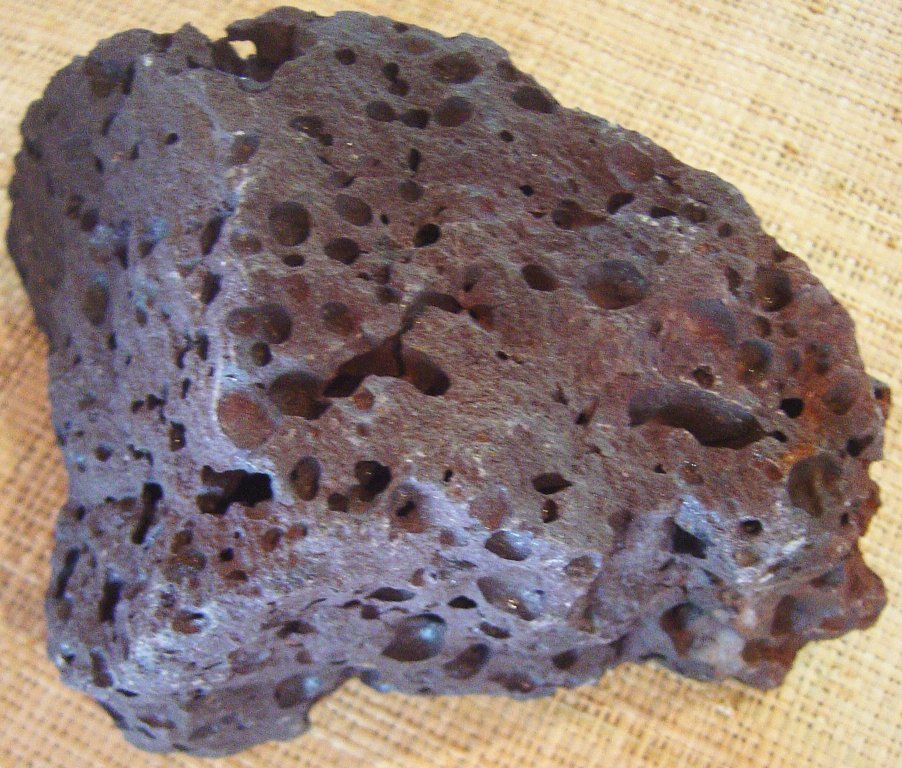
Basalte vacuolaire : il présente un aspect proche des basaltes lunaires (ici sans poussière ou menus grains)

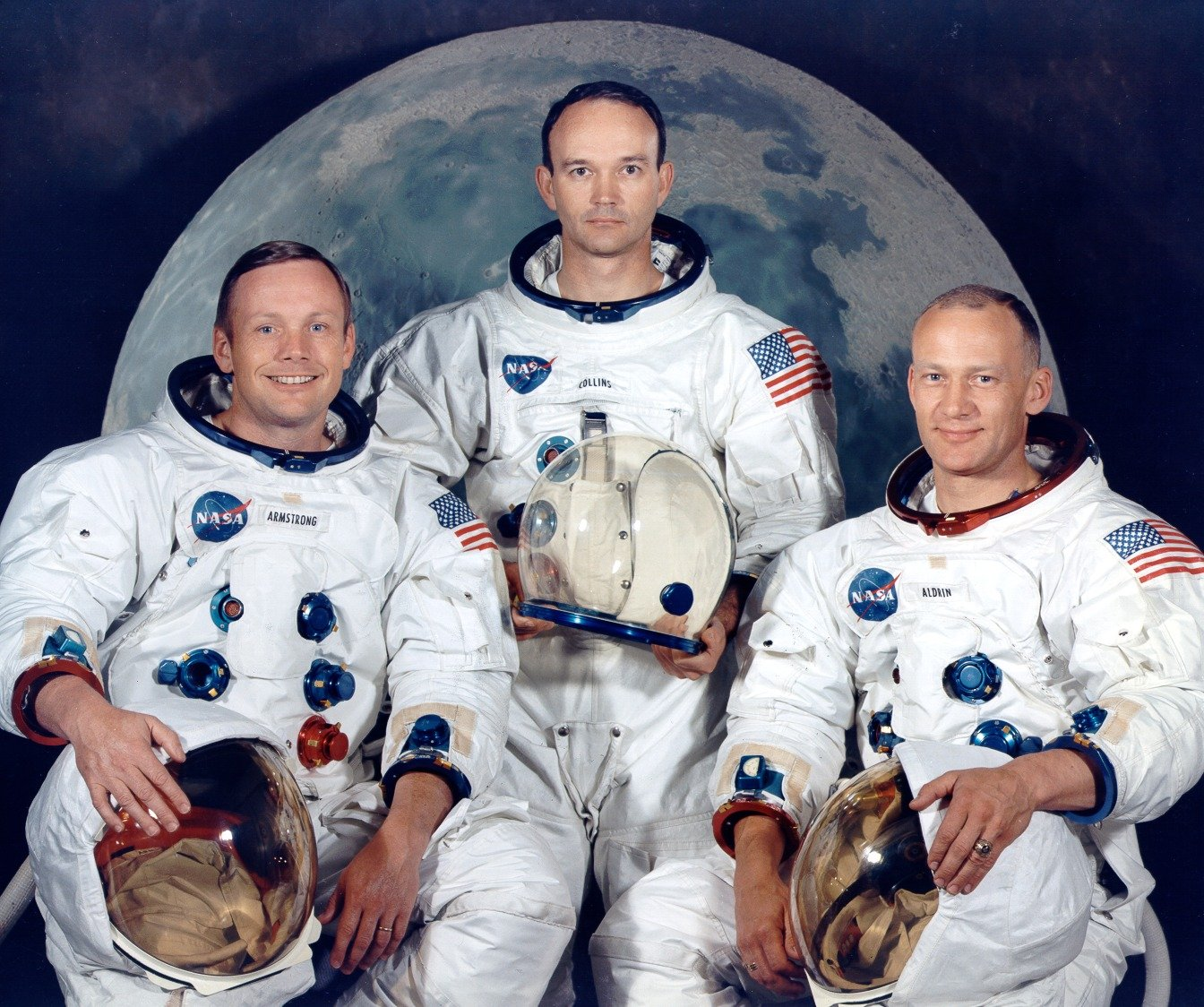
Les trois astronautes américains célèbres de la mission Apollo 11 : de gauche à droite, Neil Armstrong, Michael Collins et Buzz Aldrin.

S'il a été ramené sur Terre par les échantillons de roches lunaires récupérés par la mission américaine Apollo 11, depuis la base de la Tranquillité sur la Mare Tranquillitatis, en 1969, depuis ce temps, l'armalcolite a attiré un engouement dans la communauté scientifique, même véritablement populaire aux États-Unis. Sa dénomination s'explique par la série accolée des initiales des noms d'astronautes Armstrong, Aldrin et Collins, suivie du suffixe minéralogique -ite; 
Ce minéral appartenant au système cristallin orthorhombique a été retrouvé sur Terre, d'abord dans des échantillons de dyke (conduit de cheminée) et de neck (proéminence et nez) volcaniques à base de lamproïte dans la colline des fumées ou Smoky Butte, comté de Garfield (Montana), États-Unis et même synthétisé en laboratoire, par des techniques de trempe vive à basses pressions et hautes températures, induisant une chute thermique de 1 000 °C à 20 °C. 
En effet, en dessous de 1 000 °C, le minéral est instable et se décompose en un mélange d'ilménite et de rutile magnésien. La cinétique de dégradation ralentit fortement avec une température plus basse. Cette nécessité de trempe explique la rareté sur terre, ainsi que ces associations avec d'autres minéraux, dont ceux issus de sa décomposition. 
Ce minéral assez rare s'est révélé présent dans les roches basaltiques riche en titane, les laves volcaniques et parfois les pegmatites granitiques, les roches ultramafiques, les lamproïtes et kimberlites. Il est très souvent associé aux oxydes de fer et titane, au graphite, à l'analcime, au diopside, à l'ilménite, au phlogopite et au rutile magnésien.
Il apparaît notamment en insertion millimétrique dans une lave basaltique refroidie sous forme de longs cristaux dépassant 0,1–0,3 mm. L'analyse pétrographique atteste sa genèse à basse pression et haute température.

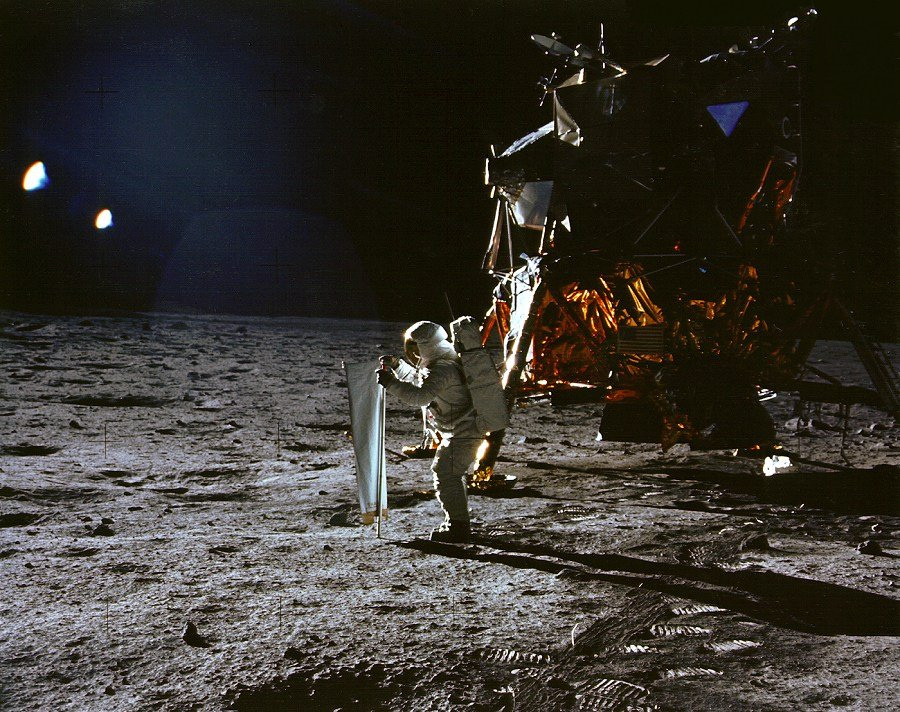
Surface lunaire (mission Apollo 11)

## Propriétés et cristallochimie
Il forme des masses opaques qui par réflexion apparaissent à l'œil, grise dans le cas de la variété ortho, très commune dans les échantillons de synthèse, et brun clair ou rousse dans le cas de la variété para-armacolite. Pourtant la structure cristalline est bien la même pour la ortho- et la para-armalcolite. Leurs compositions semblent si proches, à l'exception de la teneur fine en MgO et Cr2O3, responsable de facto de la coloration. 
Caractéristique des minéraux oxydes et hydroxydes, la taille des gros anions O2− et HO− est élevée, avec des rayons ioniques de Shannon l'ordre de 120 picomètres. La taille des cations métalliques est relativement petite, avec un rayon ionique d'environ 80 picomètres, soit 1/3 plus petite. Les empilements des anions sont déterminants, les cations n'occupant que les interstices vides. ainsi les oxydes simples ou multiples dévoilent en général une symétrie cristalline de niveau élevé.  
L'armalcolite est classifié dans un groupe homonyme, dit également de la pseudobrookite ou de la ferropseudobrookite magnésienne, qui comporte des minéraux de formule générale X2YO5. Si O représente l'oxygène, X et Y désignent généralement le fer ferreux Fe2+ ou le fer ferrique Fe3+, le magnésium Mg, l'aluminium Al ou le titane Ti. Les membres limites en composition de solutions solides isostructurales, caractéristiques de ce groupe cristallin de maille orthorhombique, présents tant sur la Lune que sur la Terre, sont :
- l'armalcolite ((Mg, Fe)TiIV2O5),
- la pseudobrookite (FeIII2TiIVO5),
- la ferropseudobrookite (FeTiIV2O5)
- la karrooite (MgTi2O5).

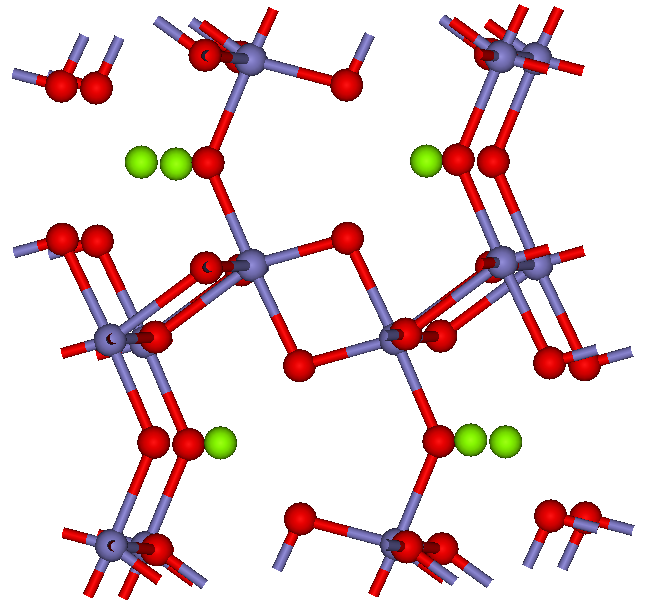
Structure cristallochimique colorée avec le vert pour le magnésium, le bleu pour le titane et le rouge pour l'oxygène.

La composition chimique de la plupart des échantillons d'armacolite a été analysée en concentration ou en pourcentage en masse d'oxydes minéraux bien connus : TiO2 entre 71 et 76 % masse, FeO entre 10 et 17 %, MgO entre 5.5 et 9,4 %, Al2O3 entre 1.48 et 2 %, Cr2O3 entre 0.3 et 2 % et MnO entre 0 et 0,83 %. Tandis que la teneur en titane est relativement constante, le rapport Mg/Fe varie tout en étant usuellement inférieur à l'unité, c'est-à-dire que l'élément fer est prépondérant. 
Il existe une variété d'armacolite dite Cr-Zr-Ca dénommée de façon distincte par sa teneur élevé en chromate Cr2O3 entre 4.3–11,5 %, en zircon  ZrO2 entre 3.8 et 6,2 %, en chaux CaO entre 3 et 3,5 %. Ces variétés ne sont en réalité pas distinctes car il existe un continuum de compositions intermédiaires. Qu'elle soit pauvre en fer ou riche en magnésium, l'armacolite se présente avec la même structure cristalline, elle constitue un minéral de la croûte terrestre, tout comme la karrooite.    
La plupart du titane présent possède une valence positive de IV, le degré quatre d'oxydation de l'ion Ti théorique s'expliquant par l'environnement. Mais il existe une fraction de titane III dans les échantillons lunaires, caractéristique de ce milieu plus réducteur et extrême. 
Le rapport TiIII/TiIV sert comme indicateur de fugacité ou de pression partielle du gaz oxygène en action durant la genèse du minéral. Cela permet efficacement de distinguer les échantillons lunaires et terrestres, le milieu terrestre impliquant une valeur de ce rapport infime ou tendant vers 0.
La formule XY2O5 appliqué à notre minéral donne X équivaut à Mg2+ et/ou Fe2+ et Y=Ti. Les deux sites X et Y sont coordonnés en octaèdre, le rapport du rayon entre cations et anions est de trois sur cinq, la structure octaédrique étant acquise à 0,6 
L'armacolite est un minéral riche en Ti. Il est intermédiaire dans le groupe de ferropseudobrookite magnésienne entre FeIITi2O5 and MgTi2O5. Grâce à sa symétrie octaédrique, il existe des solutions solides, par substitution de cations équivalents Fe2+, Fe3+, Mg2+, Al3+ et Ti3+, à cause de leur similarité de rayon atomique et de charge électrique. La structure cristallographique est une double pyramide orthorhombique, de la catégorie orthorhombique, appartenant au groupe de point cristallographique 2/m 2/m 2/m et au groupe d'espace Bbmm. Les paramètres de maille sont a = 9,7762 Å, b = 10,0341 Å et c = 3,7504 Å.  
Dans les sites M1, le fer à taille conséquente est idéalement placé, alors que les sites M2 accueillent au choix le magnésium et le titane. Dans les sites métalliques, le titane est octocoordonné, alors que le magnésium et le fer ne le sont que quatre fois. Le rapport Mg/Fe décroît avec la température décroissante, de 0,81 à 1 200 °C à 0,59 à 1 150 °C. Une fois que l'armacolite atteint 1 125 °C, elle est remplacée par l'ilménite, FeIITiO3, qui manque à la fois de fer et de magnésium.
La structure cristalline décrite s'approche de celle d'une brookite déformée. Elle est basée sur l'octaèdre déformé, avec un atome de Ti placé au centre et entouré de six atomes d'oxygène. Les petits ions magnésium et ferreux trouvent place dans les interstices de l'empilement, et ne semblent pas contribuer à la stabilité de la structure réticulaire maintenue par les liaisons Ti-O, constitutive de l'octaèdre précédemment décrit. Cependant, ces petits cations insérés jouent un rôle de pôle positif dans la structure ionique et affectent les propriétés optiques du minéral, bel et bien opaque, au contraire par exemple du dioxyde de titane TiO2, transparent à l'état pur.

## Gîtologie
On le trouve communément sur la Mare Tranquillitatis, ainsi que la vallée Taurus–Littrow et les Hautes Terres de Descartes. La plupart des échantillons proviennent des missions Apollo 11 et 17. 
Sur Terre, il apparaît aussi sur le lieu d'impact du cratère à Nördlinger Ries en Bavière, au Groenland sur l'île de Disko, au Mexique dans le cône volcanique El Toro, du type Cinder Cone à San Luis Potosí, en Afrique du Sud dans les mines profondes de kimberlite de Jägersfontein, Bultfontein et Dutoitspan, voire en Espagne dans la province d'Albacete  et à Jumilla, en Murcie, en Ukraine (Pripyat Swell), aux États-Unis (Knippa quarry, Uvalde County, Texas et Smoky Butte, Jordan, Montana) et au Zimbabwe (Mwenezi District).
L'armalcolite a aussi été trouvé sur les météorites Dhofar 925 et 960 découvertes à Oman.

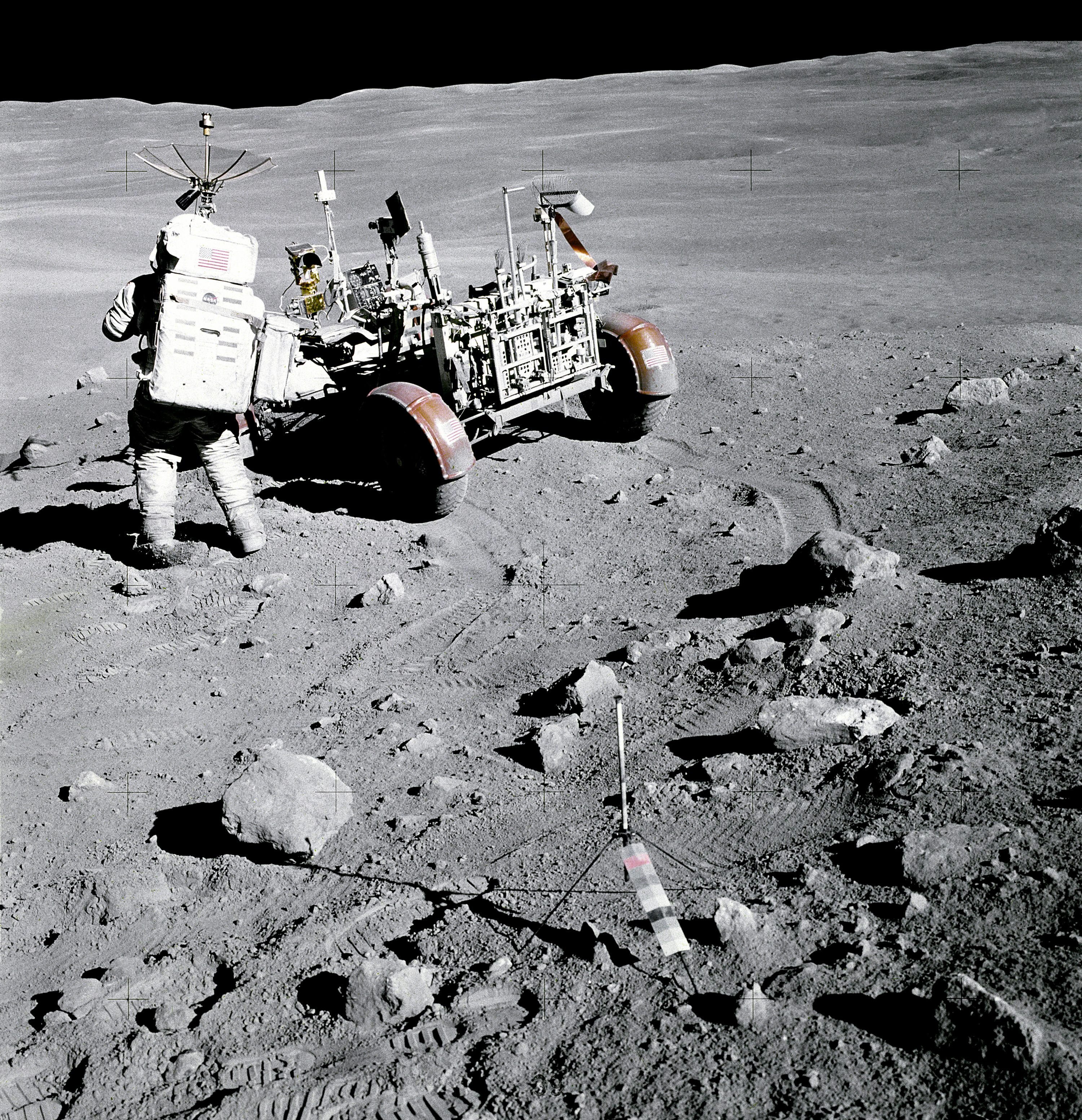
Observation géologique dans les hautes terres de Descartes

## Synthèse
Les petits cristaux de quelques millimètres peuvent être préparés : un mélange des quantités appropriées des poudres ultra-fines d'oxydes de fer, de titane et magnésium est chauffé puis fondu dans un fourneau à environ 1 400 °C, puis il faut laisser le mélange cristalliser lentement à 1 020 °C, et, enfin après avoir obtenu les cristaux, provoquer une trempe brutale en ramenant le milieu de cristallisation à la température ambiante. Cette étape ultime est requise tant au laboratoire que dans la nature (terrestre ou spatiale) car elle évite la transformation parfois rapide, à pression ambiante, et à une température inférieure à 1 000 °C, de l'armalcolite en un mélange d'ilménite magnésienne (Mg-Fe)TiO3 et de rutile TiO2.
Cette transformation quasi-inévitable de l'armalcolite explique sa faible abondance terrestre et son association avec l'ilménite et le rutile. En conséquence, le rapport relatif des quantités d'ilménite et d'armacolite dans une roche volcanique peut être utilisé comme un indicateur fiable de la cinétique de refroidissement de ces constituants minéraux durant sa formation.